# Krušovice (zámek)
Krušovický zámek je poměrně prostá barokní budova stojící na návsi obce Krušovice, jako součást areálu královského krušovického pivovaru. Jeho adresa je U Pivovaru 1, Krušovice. Veřejnosti není přístupný.

## Dějiny

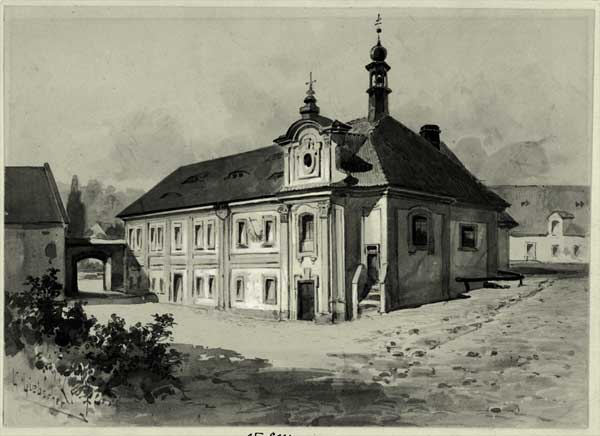
Kaple krušovického zámku na malbě Karla Liebschera (1890)

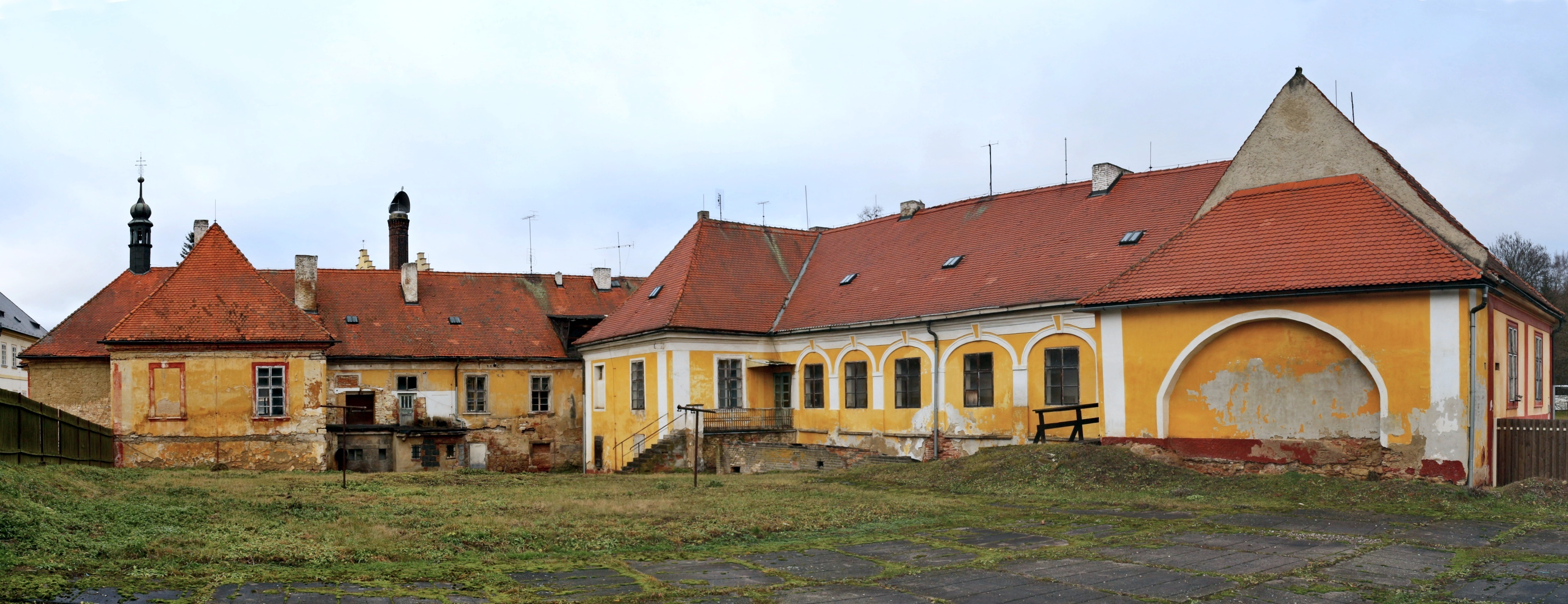
Zadní strana zámku

Na místě dnešního pivovaru stávala tvrz, na jejíchž základech zámek vznikl. První písemná zmínka o tvrzi je z roku 1522, ačkoli ta zde stála již před tím. Prvním známým majitelem tvrze a obce byl Vilém Zajíc z Valdeka.
Zámek v barokním slouhu nechal v roce 1728 zbudovat Jan Josef z Valdštejna, syn Arnošta Josefa z Valdštejna. Vznikla dvoupatrová barokní budova se zámeckou kaplí. Po smrti Jana Josefa panství Krušovice zdědila jeho dcera Marie Anna, provdaná za hraběte Josefa Viléma z Fürstenberka.
V letech 1816-1817 prošel zámek přestavbou. Fürstenberkové zámek vlastnili do roku 1945.
V současné době je zámek součástí areálu krušovického pivovaru, který prostory využívá jako byty pro své zaměstnance. V části zámku je také muzeum pivovarnictví.

## Majitelé tvrze a zámku
- První polovina 14. století - Vilém Zajíc z Valdeka a Krušejovic, manželka Kunhuta
- 1356 Záviš z Mikovic
- Mikuláš Matrovec, jeho bratr Jan
- 1437-1439 Mikuláš a Jan z Krušejovic, Jan z Krušejovic svou část v roce 1456 věnoval manželce Kateřině
- Jiřík Bivoj z Roudné
- 1462 Vaněk z Čelechovic a Kralovic
  - 1522 - první zmínka o zdejší tvrzi
- 1530 Václav Pětipeský z Chýš a Egerberka
- Jiří Bírka z Násile
- několik dalších majitelů
- 1548 Albrecht Šlik prodává panství Krušovice Václavu Bírkovi z Násilé, jeho bratr Jiřík,
  - před rokem 1580 vznik pivovaru
- 1583 obec Krušovice (tvrz, poplužní dvůr a ves se svobodnou krčmou) koupil král Rudolf II. kvůli sjednocení křivoklátského panství.
- 1658 král Leopold I. zastavuje křivoklátské panství i s Krušovicemi Janu Adolfovi ze Schwarzenberka
- 1686 dědičné vlastnictví Arnošta Josefa z Valdštejna
- 1728 jeho syn Jan Josef z Valdštejna (výstavba barokního zámku).
- jeho dcera Marie Anna z Valdštejna, vdaná hraběnka z Fürstenberka.
- Fürstenberkové vlastnili zámek do roku 1945
- 2015 zámek součástí areálu krušovického pivovaru.